# 韓珍寧
韓珍寧（Jennifer Humphrey）又译珍妮花·韩福瑞，美國熱門電視劇《花邊教主》中的主角。